# Kent Haruf
Kent Haruf (geboren 24. Februar 1943 in Pueblo, Colorado; gestorben 30. November 2014 in Salida, Colorado) war ein US-amerikanischer Schriftsteller.

## Leben
Kent Haruf war der Sohn eines methodistischen Pfarrers. Er graduierte 1965 an der Nebraska Wesleyan University. 1973 machte er den Abschluss als Master of Fine Arts im Iowa Writers’ Workshop an der University of Iowa.
Haruf jobbte in verschiedenen Tätigkeiten und kam auch als Angehöriger des Peace Corps in die Türkei, wo er Englisch unterrichtete. Er lebte später mit der Familie in Salida und arbeitete als Lehrer an einer Highschool und wurde dann noch Assistant professor für Literatur an der NWU und Gastdozent an der Southern Illinois University.
Harufs Romane spielen alle sechs in der fiktiven Kleinstadt Holt in der Prärie Colorados. Sein erster Roman The Tie That Binds erschien 1984 und erhielt einen Whiting Award. Er  veröffentlichte auch Kurzgeschichten. Der Roman Plainsong stand 1999 auf der Shortlist des National Book Award for Fiction und wurde ein Bestseller in den USA. 2006 erhielt Haruf den Dos Passos Prize und 2014 den Folio Prize. Der Roman Eventide wurde 2010 von Eric Schmiedl für das Denver Center for the Performing Arts eingerichtet, der Roman Benediction kam im Februar 2015 ebenfalls dort auf die Bühne. Harufs Roman Our Souls at Night erschien 2015 postum und wurde mit Jane Fonda und Robert Redford in den Hauptrollen 2017 verfilmt.
Seit 2017 findet in Harufs Heimatstadt Salida zu seinen Ehren jährlich ein literarisches Festival statt.

## Werke
- The Tie That Binds. New York 1984
  - Das Band, das uns hält. Roman. Übersetzt aus dem amerikanischen Englisch von Pociao und von Roberto de Hollanda. Diogenes, Zürich, 2023, ISBN 978-3-257-07229-7
- Where You Once Belonged. New York 1990
  - Ein Sohn der Stadt. Roman. Übersetzt aus dem amerikanischen Englisch von Pociao und von Roberto de Hollanda. Diogenes, Zürich 2021, ISBN 978-3-257-07172-6
- Plainsong. New York 1999
  - Flüchtiges Glück. Roman. Übersetzung Rudolf Hermstein. Goldmann, München 2001[4]
  - Lied der Weite. Durchgesehene Übersetzung. Diogenes, Zürich 2018, ISBN 978-3-257-07017-0
- Eventide. New York 2004
  - Abendrot. Roman. Übersetzt aus dem amerikanischen Englisch von Pociao. Diogenes, Zürich 2019, ISBN  978-3-257-07045-3
- Benediction. New York 2013
  - Kostbare Tage. Roman. Übersetzt aus dem amerikanischen Englisch von Pociao. Diogenes, Zürich 2020, ISBN  978-3-257-07125-2
- Our Souls at Night. New York 2015
  - Unsere Seelen bei Nacht. Roman. Übersetzt aus dem amerikanischen Englisch von Pociao. Diogenes, Zürich 2017, ISBN 978-3-257-06986-0